# Дрейер, Николай Александрович фон
Никола́й Алекса́ндрович фон Дре́йер (Николай Дрейерс, 31 декабря 1888, Дундага, Российская империя — 26 мая 1919, Архангельск, РСФСР) — российский мореплаватель, капитан сторожевого корабля «Святогор».

## Биография

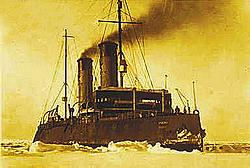
Ледокол «Красин» («Святогор»)

Николай Александрович Дрейер — из тверских дворян. Родился 31 декабря 1888 года в курляндском посёлке Дундага в семье подполковника Александра Николаевича фон Дрейера (1855—1896) и Екатерины Николаевны, урожд. Чаплиной (1867—1942, Ленинград).
- Брат — Дмитрий Александрович фон Дрейер[3] (1889—?) Окончил Морской корпус (1911). После 1917 года в войсках Восточного фронта Русской армии. С 1918 года на Сибирской флотилии, командир канонерской лодки «Магнит». В эмиграции в Китае, в 1939 году — член кают-компании и Офицерского собрания в Шанхае[4].
- Сестра Николая Александровича — Елена Дрейер.

Окончил в Петрограде Морское инженерное училище и выпущен из него в чине поручика. С мая 1915 года Н. А. Дрейер служил на Черноморском флоте. В марте 1917 года по поручению Генерального морского штаба молодой офицер вместе с контр-адмирал Альфонсом Карловичем Цвингманом был направлен в Англию для принятия строящегося там ледокола «Святогор», предназначенного для флотилии Северного Ледовитого океана. Участвовал в переходе ледокола «Святогор» из Ньюкасла в Архангельск, куда корабль прибыл в июне 1917 года. После Февральской революции капитаном ледокола «Святогор» стал поручик по адмиралтейству Николай Дрейер, а председателем судового комитета — коммунист Александр Терёхин.
Поддержавшего большевиков Дрейера избрали делегатом съездов флотилии Северного Ледовитого океана. Он стал членом Целедфлота — Центрального Комитета флотилии, созданного 30 апреля 1917 года. Дрейер руководил комиссией, которая разоружила офицерскую охрану Бакарицы.
В январе 1918 года Николай Дрейер женился на Анне Северьяновне Кыркаловой, дочери известного архангельского лесозаводчика, купца первой гильдии, почитателя отца Иоанна Кронштадтского, устроителя Храм Покрова Пресвятой Богородицы в деревне Шотова Северьяна Козьмича Кыркалова (1848—1912).
На митинге в Соломбале Дрейер призывал его участников «к вооруженному противодействию приходу в Архангельский порт военных сил союзников». 1 августа 1918 года английская эскадра подошла к острову Мудьюг и открыла огонь по крепостной артиллерии. На подмогу островитянам были посланы вооруженные ледоколы «Святогор» и «Микула Селянинович». Когда интервенты подавили мудьюгские пушки, капитаны ледоколов получили приказ затопить свои суда, чтобы преградить путь вражеской эскадре Однако ледоколы затонули не точно на фарватере. Англичане вошли в Архангельск, потом подняли ледоколы и увели с собой. Капитана Дрейера интервенты расстреляли вместе с А. А. Терёхиным 26 мая 1919 года на Мхах
Порвав с кастовостью своего дворянского класса, Н. А. фон Дрейер целиком отдал себя делу народа и служению революции, за что в 1919 году и был злодейски умерщвлен в Архангельске белогвардейцами.
По версии В. Пикуля, был расстрелян двоюродным братом Г. Е. Чаплиным.

## Суд
В мае 1919 года военно-окружной суд, «лишив всех прав состояния, чинов, орденов, офицерского звания и дворянского достоинства», приговорил Дрейера к смертной казни. Виновен он был, по мнению суда, в частности, «в покушении (…) 1 августа 1918 году на оставление военного порта Архангельска в руках неприятеля и воспрепятствование союзному флоту проникнуть в означенный порт путём приведения в негодность водного пути затоплением на фарватере судов…». Защитник Дрейера обжаловал приговор, и дело было рассмотрено кассационным присутствием Северной области, оно определило оставить приговор «в силе судебного решения, а кассационную жалобу без последствий».
На судебном процессе были выслушаны (или зачитаны) показания 35 свидетелей. Большинство из них обвиняли Дрейера «в принадлежности к преступному сообществу, именуемому партией большевиков-коммунистов…»

Дрейер писал А. А. Терёхину: 
...не вешай головы - нас ещё вспомнят счастливые люди свободной Советской России.

## Память
- После установления на Севере советской власти ледокол «Иван Сусанин» был переименован в «Лейтенант Дрейер».
- В честь Дрейера названа одна из улиц Архангельска в микрорайоне Левый берег.

## В литературе
Николай Александрович Дрейер — один из героев романа Пикуля «Из тупика».